# Bergheim (Heidelberg)
Cette page contient des caractères spéciaux ou non latins. S’ils s’affichent mal (▯, ?, etc.), consultez la page d’aide Unicode.
Pour les articles homonymes, voir Bergheim (homonymie).
Bergheim est un quartier de la ville de Heidelberg, une ville située dans le Land de Bade-Wurtemberg dans le Sud-Ouest de l'Allemagne. Le quartier s’étend sur la rive gauche du Neckar.

## Situation
Bergheim est bordé au nord par le Neckar, à l’est par la place Bismarck, à l’ouest par le quartier Wieblingen (de) et au sud par les quartiers Weststadt (de) et Bahnstadt (de).
Le franchissement du Neckar vers le nord lui donne accès à Neuenheim.
La Bergheimer Straße, qui détermine par ses deux extrémités le territoire du quartier, est une des artères principales de Heidelberg.
La limite sud est déterminée par l’avenue à quatre puis six voies qui part de la place Bismark et mêne à la gare.

## Urbanisation

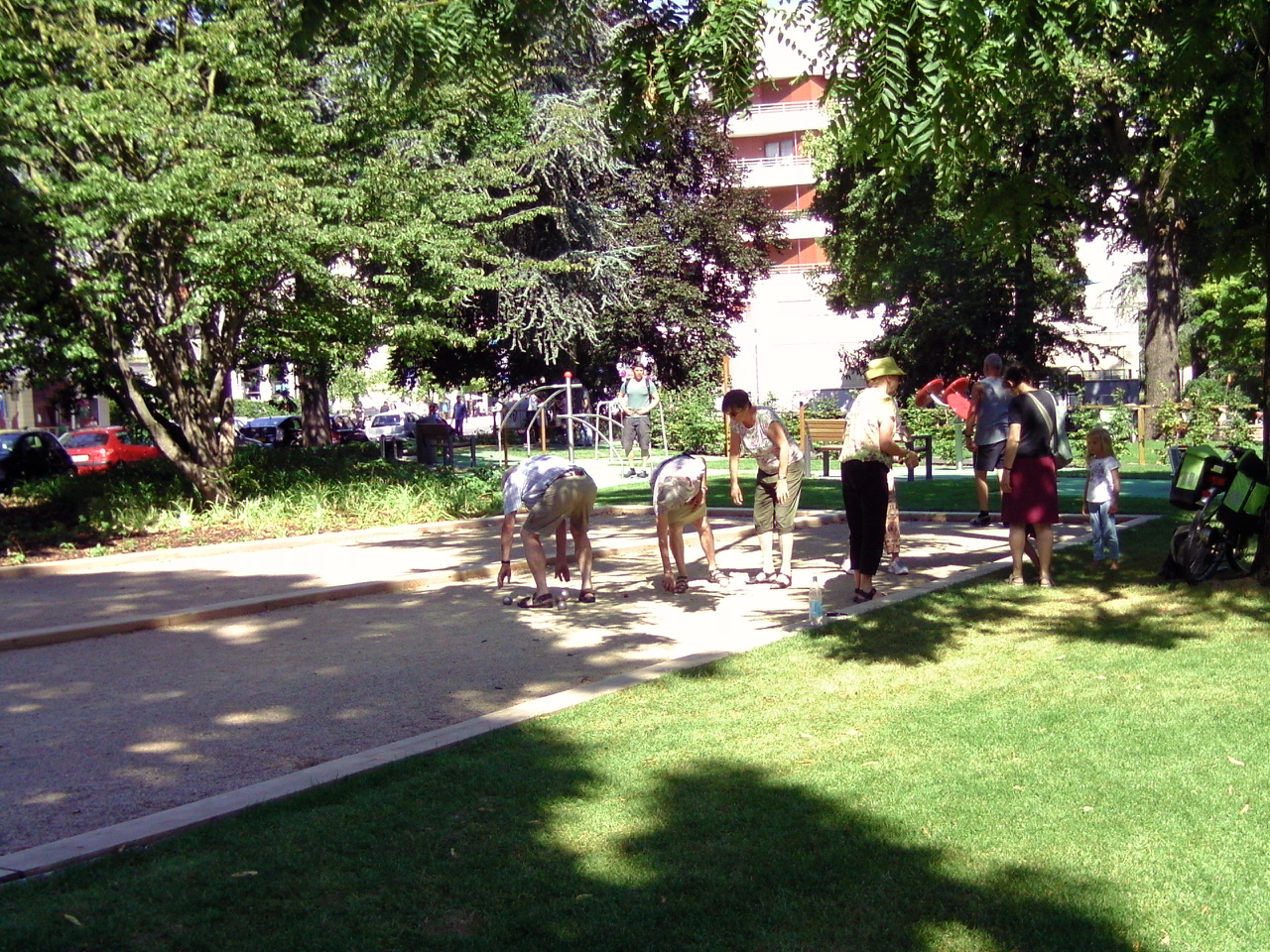
Parc paysagé le long du Neckar.

Le quartier est principalement résidentiel, mais l’université de Heidelberg et le centre hospitalier universitaire y disposent de plusieurs bâtiments. Depuis mars 2009, la faculté de sciences économiques et sociales (en) est installée dans l’ancienne clinique Ludolf von Krehl.
Des parcs paysagers s’étendent le long du Neckar.
Dans cet ancien quartier industriel se côtoient au XXIe siècle de vieux bâtiments, des annexes de l’université, des restaurants et des bars. Le long de la Bergheimer Straße s’est, depuis le XXe siècle, développé un quartier populaire devenu à la mode.

## Histoire
L'ancien village de Bergheim est plus ancien que Heidelberg elle-même, les premières traces de peuplement humain datant de l’âge de pierre.
Selon le codex de Lorsch, une mention du village est faite en 769.
À l’ouest de l’ancienne clinique, qui s’élève près de l’actuel pont Theodor-Heuss, s’élançait sur le Neckar un pont romain dont des vestiges sont, au XXIe siècle, visibles au musée municipal.
En 1392, le comte palatin Robert II décide de détruire Bergheim pour favoriser l’expansion de Heidelberg vers l’ouest. Les villageois doivent alors se réinstaller dans la ville fortifiée. Ce n’est qu’au XVIIIe siècle que la ville sort réellement de ses murs vers l’ouest. Le nouveau quartier est alors nommé Bergheim, comme le bourg existant 4 siècles auparavant.
Un des bâtiments marquants de Bergheim est l’hôpital construit sur les plans de l'architecte Josef Durm de 1889 à 1903. C’est aussi dans ce quartier qu’est érigée entre 1903 et 1906 — par l'architecte Franz Sales Kuhn, pour le compte d’Alois Veth — la première piscine couverte de Heidelberg.
En 1949, Friedrich Wilhelm Schilling (de) installe à Bergheim une fonderie de cloches.